# Alessandra Belloni
Alessandra Belloni (Roma, 24 luglio 1954) è una musicista, cantautrice e ballerina italiana. Il suo strumento è il tamburello, e la sua musica e danza si focalizzano sulle radici tradizionali della tarantella. I suoi studi sul tarantismo sono radicati nella cultura della Puglia e della Calabria, espressi dal punto di vista delle donne. Il suo lavoro ha guadagnato apprezzamento internazionale, specialmente negli Stati Uniti ed in Brasile. Attualmente opera presso la Cattedrale di San Giovanni il Divino a Nuova York.

## Biografia
Alessandra Belloni è nata a Roma, figlia di un marmista e di una madre discendente da una famiglia di musicisti di Rocca di Papa; suo nonno materno lavorò come panettiere ma divenne noto nel suo paese come musicista di tamburello. All'età di 17 anni, nel 1971, si è trasferita a New York per fare visita a sua sorella e per dedicarsi a una carriera musicale. Nel 1974 studia teatro all'HB Studio e recita in un film diretto da Federico Fellini, Casanova, interpretando una principessa turca, parte per la quale impara la danza del ventre. Alla New York University studia seguendo gli insegnamenti di Dario Fo. Inoltre studia canto con Michael Warren e Walter Blazer.

Di ritorno in Italia, decide di non proseguire la carriera cinematografica. Federico Fellini le aveva detto:
Nel 1980 fonda insieme a John La Barbera il gruppo di musica, danza, e teatro I Giullari di Piazza, che si esibisce negli Stati Uniti e in Europa.
Studia la tecnica tradizionale del tamburello con il percussionista siciliano Alfio Antico, noto per la sua abilità nel creare atmosfere "magiche e primordiali." Lavora anche con il percussionista Glen Velez, una figura di rilievo nella rinascita del tamburo a cornice in America, che incontra nel 1982 grazie al suo lavoro nel Bread and Puppet Theater. Velez le dà un libro, La Terra del Rimorso di Ernesto de Martino, che la convince a studiare il tarantismo della Puglia. Si sposa con Dario Bollini e poi divorzia.

## Lavoro
La danza tradizionale che lei impara si presenta come un rituale antico di guarigione per donne affette da sessualità repressa, maltrattamento, mancato potere, e la sensazione di essere catturate in una ragnatela che le lega. La Belloni sottolinea che la musica e danza della tarantella, com'è oggi nota comunemente nel mondo, è differente dalle sue origini nella cultura tradizionale della Puglia, che risale ai Greci antichi. Il "morso di ragno" o tarantismo, essendo una ferita psicosessuale, già chiamata isteria, colpisce donne con depressione e solitudine, e può essere guarito dal tamburello e dalla danza della pizzica tarantata antica. La Belloni insegna che una donna affetta da tale "morso" si chiama una tarantata, e la musica e danza per guarirlo si chiama pizzica, riferendosi al morso di ragno. Ballando fino a raggiungere uno stato di trance estatico con sostegno della comunità, una sofferente cerca di scacciare il "veleno" e ristabilire la salute.
Belloni ha integrato il suo lavoro di studio della danza terapeutica delle donne e del tamburello con tradizioni della Madonna Nera in diversi paesi, compresa la Madonna di Montevergine in Campania. Belloni, come hanno fatto molti prima di lei, connette la devozione per la Madonna Nera all'adorazione precristiana della Dea risalente ai Greci antichi, che colonizzarono la Puglia come parte della Magna Graecia molto prima dell'ascesa di Roma.
Belloni ha portato nella sua arte influenze dal canto e tamburello del Brasile, invocando Yemanjá e Oshun. Per esempio, nel "Canto di Sant'Irene," canta "In Calabria è Maria / Yemanjá è a Bahia." In relazione a Yemanjá, Belloni suona il tamburo oceano di Remo, che produce suoni simili alle onde dell'oceano. Oltre a rivivificare la musica tradizionale, ha composto un corpus di canzoni originali ispirate da Madonne nere ed altre su temi Brasiliani, nonché canzoni d'amore in stile italiano tradizionale. Ha anche combinato la sua musica col tambureggiamento africano, dicendo: "Per me è allettante, perché credo che questa forma di musicoterapia e questo tambureggiamento di guarigione avevano origini nell'Italia meridionale, ma nella storia la maggior parte viene dall'Africa, perché l'Africa è più vicina a noi che l'Europa settentrionale. Tutto questo era connesso nei tempi antichi, e oggi farlo in America ha un senso, perché veramente è come continuare l'evoluzione normale di questa musica."
La Belloni dirige un workshop di danzaterapia, intitolato "Rhythm Is the Cure" (il ritmo è il rimedio), a New York, in Italia, ed in altri luoghi negli Stati Uniti ed Europa. I partecipanti vestono di bianco con fasce rosse. A partire dal 2009 dirige una troupe di batteriste chiamata the Daughters of Cybele (le figlie di Cibele).
I suoi spettacoli teatrali Rhythm Is the Cure e Tarantella Spider Dance sono produzioni che combinano musica, danza e tambureggiamento tammuriata, dramma, danza del fuoco, e danza aerea. Spider Dance inizia colla nascita della Donna Ragno e traccia lo sviluppo della tradizione di pizzica tarantata dai rituali greci antichi di Cibele e Dioniso fino alla tradizione italiana.
L'azienda Remo produce in nome di Alessandra Belloni una linea speciale di tamburelli che raffigurano la Madonna Nera di Montserrat.

## Discografia

### Con I Giullari di Piazza
- 1995: Earth, Sun & Moon - Lyrichord 7427
- 2009: Tarantella Spider Dance (autoedizione)

### Solista
- 2000: Tarantata: Dance of the Ancient Spider - Sounds True MM 00117D[9]
- 2002: Tarantelle and Canti d'Amore - Naxos World 760492
- 2007: Daughter of the Drum (autoedizione)